# Nananère
 (mai 2024).
Si vous disposez d'ouvrages ou d'articles de référence ou si vous connaissez des sites web de qualité traitant du thème abordé ici, merci de compléter l'article en donnant les références utiles à sa vérifiabilité et en les liant à la section « Notes et références ».
Nananère est une interjection chantée enfantine, destinée à se moquer. Ou aussi, dans sa version courte, à provoquer effrontément : « Na ! »

## Variantes
On entend aussi parfois « la-la-lère » ou « tra-la-lère » ou encore « na-que-na-que-nère »
Le mot se chante en général sur quatre notes : « na-na-nè-re », chanté sur «sol-ré-la-sol». Ou «sol-ré-si bémol tenu»
Une variante plus longue avec duplication des na-na donne : « na-na-na-na-nè-re», chanté sur «do-do-sol-ré-la-sol».
Ces deux airs peuvent servir également de support à n'importe quelle phrase qui, entonnée sur un air associé à la moquerie, prendra un ton moqueur accentué en ajoutant « heu ». Exemple :
- « Aristobule c'est un bébé, heu ! » (do-do-do-do-do-sol-ré-la-sol)

De nombreuses combinaisons sont possibles, comme dans ces exemples :
- « Moi j'ai un nouveau jouet, (do-do-do-do-sol-ré-la) 
 et pas toi, heu ! » (sol-ré-la-sol)

On notera la présence du « heu ! » pour signifier la fin de l'expression.
- « Hou ! La menteuse, elle est  amoureuse » (sol-ré-la-sol-ré sol-sol-ré-la-sol-ré)

## Aire géographique et culturelle
Il semble que tous les enfants des régions du monde où on parle français utilisent cette expression, avec l'air qui lui est associé, mais la particule de renforcement heu ne serait pas connue au Québec.
Les anglophones et les espérantophones disent plutôt «na-na-na-na», et aux États-Unis l'air est composé de deux notes : do-ré-do-ré-. Dans la chanson Everyday people de Sly and The Family Stone, on entend un autre air moqueur du type «ré-do-mi-ré-mi». Premières notes aussi de la chanson interprétée par Connie Francis : Lipstick on Your Collar.